# Santa Cruz Aguatlán
Santa Cruz Aguatlán är en ort i Mexiko.   Den ligger i kommunen Asunción Cacalotepec och delstaten Oaxaca, i den sydöstra delen av landet, 400 km sydost om huvudstaden Mexico City. Santa Cruz Aguatlán ligger 991 meter över havet och antalet invånare är 175.
Terrängen runt Santa Cruz Aguatlán är bergig norrut, men söderut är den kuperad. Runt Santa Cruz Aguatlán är det glesbefolkat, med 20 invånare per kvadratkilometer. Närmaste större samhälle är San Miguel Quetzaltepec, 18,5 km sydost om Santa Cruz Aguatlán. I omgivningarna runt Santa Cruz Aguatlán växer i huvudsak städsegrön lövskog.